# Mundo Livre S/A
Mundo Livre S/A è un gruppo musicale brasiliano nato a Candeias, nella Regione Metropolitana di Recife, nel marzo del 1984.

## Storia
Ai loro inizi, i Mundo Livre S/A intendevano essere, come ha detto Fred Zero Quatro, un incrocio "tra Johnny Rotten, Jorge Ben e Moreira da Silva", ovvero unire influenze punk (Johnny Rotten è il cantante dei Sex Pistols) e ritmi brasiliani come il samba.
Alcuni anni dopo il gruppo è stato tra i fondatori del movimento noto come manguebeat. Fred Zero Quatro è uno degli autori del manifesto del manguebeat Caranguejos com cérebro ("Granchi con cervello").
Accanto a canzoni d'amore come Girando em torno do sol e Meu esquema, il loro repertorio contiene testi di impegno sociale come Desafiando Roma, che si riferisce al massacro di Corumbiara del 1995.

## Componenti
- Fred Zero Quatro, voce, chitarra e cavaquinho
- Areia, basso
- Xef Tony, batteria
- Léo D., tastiere
- Pedro Santana, percussioni

### Membri precedenti
- Otto, percussioni (fino al 1996; in seguito ha intrapreso una carriera solista)
- Fábio Goró, basso
- Marcelo Pianinho, percussioni
- Bactéria, tastiere e chitarra
- Tom Rocha, percussioni

## Discografia
- 1994 - Samba Esquema Noise
- 1996 - Guentando a Ôia
- 1998 - Carnaval Na Obra
- 2000 - Por Pouco
- 2004 - O Outro Mundo de Manuela Rosário
- 2011 - Novas Lendas da Etnia Toshi Babaa
- 2013 - Mundo Livre S.A. vs. Nação Zumbi

### Raccolte
- 2008 - Combat Samba - E se a gente sequestrasse o trem das 11?

### Altro
- 2004 - Box Bit] (box che contiene i primi quattro album e un dvd com 10 videoclip)
- 2005 - Bebadogroove (EP)

### Partecipazioni
- 2000 - Baião de Viramundo - Tributo a Luiz Gonzaga
- 2006 - Vou tirar você desse lugar - Tributo a Odair José
- 2008 - Frevo do Mundo